# 張名枝
張名枝，贵州畢節人，清政治人物、進士出身。
嘉慶六年（1801年）清高宗九旬辛酉恩科進士，三甲五十三名，后官教授。